# Cyathopus sikkimensis
Cyathopus sikkimensis es la única especie del género monotípico Cyathopus de plantas herbáceas de la familia de las poáceas. Es originaria de Asia y se distribuye por India.

## Descripción
Son plantas perennes con tallos que alcanzan un tamaño de 90-140 cm de alto; herbáceas. Hojas no auriculadas. La lámina es estrecha; plana; sin venación. La lígula es una membrana ciliada; no truncada. Plantas bisexuales, con espiguillas bisexuales; con flores hermafroditas. Las espiguillas todos por igual en la sexualidad.

## Taxonomía
Cyathopus sikkimensis fue descrita por Otto Stapf y publicado en Hooker's Icones Plantarum 24: , pl. 2395. 1895.